# Guohua (köpinghuvudort i Kina, Sichuan Sheng, lat 32,48, long 106,29)
Guohua (kinesiska: 国华) är en köpinghuvudort i Kina. Den ligger i provinsen Sichuan, i den sydvästra delen av landet, omkring 290 kilometer nordost om provinshuvudstaden Chengdu. Antalet invånare är 6 947. Befolkningen består av 3 571 kvinnor och 3 376 män. Barn under 15 år utgör 25,0 %, vuxna 15-64 år 63 %, och äldre över 65 år 11,0 %.
Runt Guohua är det ganska tätbefolkat, med 155 invånare per kvadratkilometer. Närmaste större samhälle är Yingcui, 14,9 km öster om Guohua. I omgivningarna runt Guohua växer i huvudsak blandskog.
Genomsnittlig årsnederbörd är 1 312 millimeter. Den regnigaste månaden är juli, med i genomsnitt 346 mm nederbörd, och den torraste är december, med 2 mm nederbörd.